# Funar (subdiviziune admnistrativă)

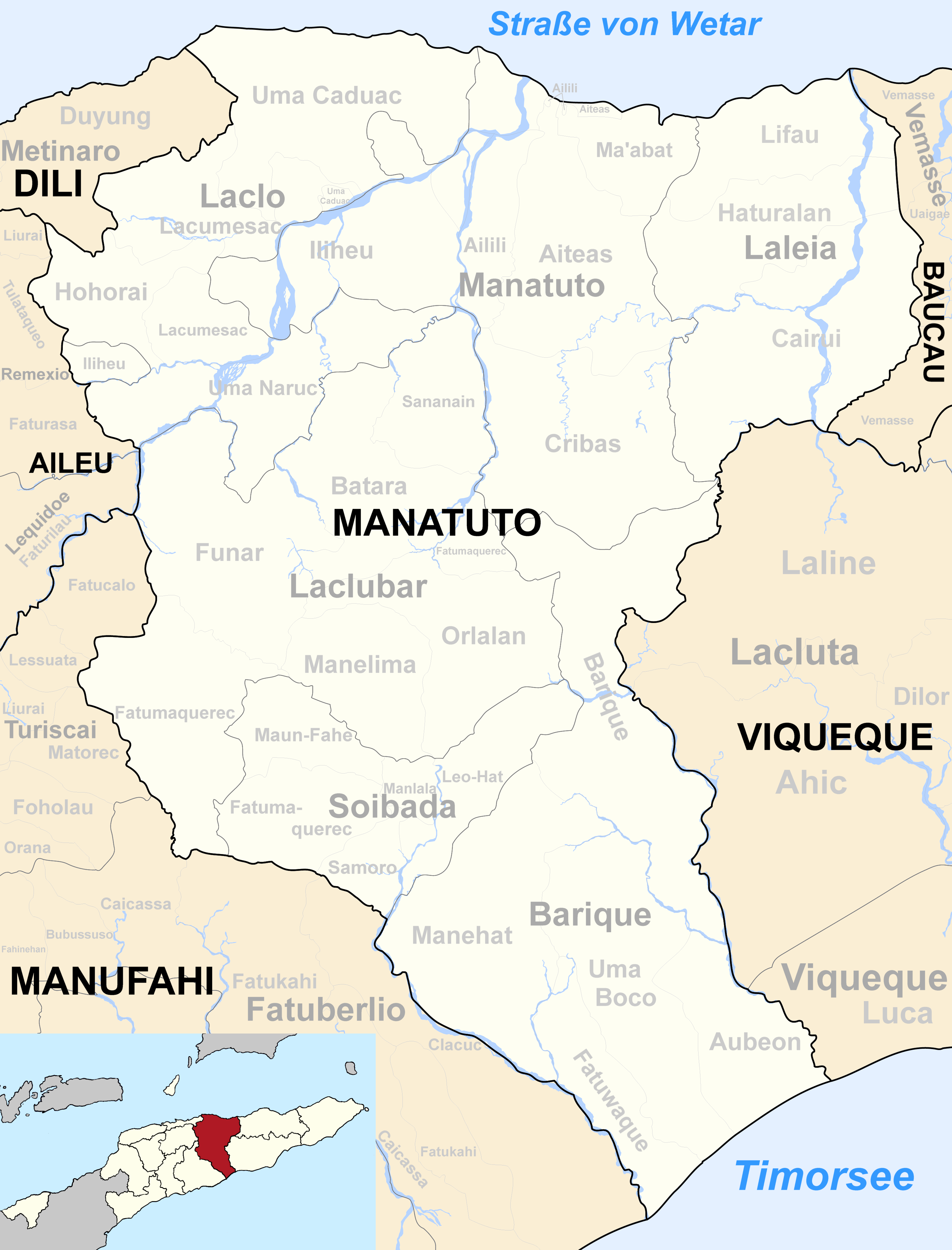
Manatuto districtul

Funar sau Suco Funar este o subdiviziune admnistrativă din districtul Manatuto, Timorul de Est. El  se află în nordvestul subdistrictului  Laclubar, și se întinde pe suprafața de 91,55 km². La sud de Funar se află Suco Fatumaquerec, la sudest  Suco Manelima iar la est Suco Orlalan și Batara. Suco Funar avea în anul 2010 o populație de 1.790 locuitori. 